# Błudniki
Błudniki (ukr. Блюдники) – wieś na Ukrainie, w obwodzie iwanofrankiwskim, w rejonie halickim, do 1945 w Polsce, w województwie stanisławowskim, w powiecie stanisławowskim, siedziba gminy Błudniki.
Błudniki leżą nad Łomnicą.
Urodził się tu Marian Sigmund – polski architekt wnętrz, scenograf.

## Zabytki
- zamek[3]
- Dwór wybudowany w stylu klasycystycznym w XIX w. przetrwał do 1939 r.